# Claude Monet
Oscar-Claude Monet, conegut com a Claude Monet   (París, 14 de novembre de 1840 - Giverny, 5 de desembre de 1926) va ser, sens dubte, el pintor més important i obstinat representant de l'impressionisme francès.

## Biografia
Claude Monet va néixer el 14 de novembre del 1840 al carrer Lafitte, 45, de París, en el si d'una família de comerciants. El seu pare es deia Claude Adolphe i la seva mare Louise Justine Aubrée, i era el segon fill del matrimoni. Els problemes econòmics que travessava el pare del futur artista van motivar el trasllat a Le Havre, ja que allí podia participar en el pròsper negoci del seu cunyat. Tot i que fou batejat, era un ateu convençut.
Monet va rebre les seves primeres lliçons artístiques a l'escola, sota el guiatge de François-Charles Ochard, alumne del pintor neoclàssic Jacques-Louis David. En aquests moments, estaria més interessat pels dibuixos graciosos i caricatures que per adquirir una formació artística. Als 15 anys, ja tenia relativa fama com a caricaturista; feu un bon nombre de caricatures de ciutadans de Le Havre per les quals cobrava entre 10 i 20 francs, i va aconseguir una petita fortuna de 2.000 francs. Quan Monet té 17 anys, mor la seva mare, l'única persona amb cert talent artístic de la família. La pèrdua va suposar un dur cop per al jove, qui establirà una estreta relació amb la seva tia, Marie-Jeanne Lecadre, interessada per la pintura, pintora aficionada i companya després d'enviduar del pintor parisenc Armand Gautier. Aquest mateix any, Claude decideix abandonar l'institut per a dedicar-se a la pintura. Ha conegut Boudin, amb qui s'inicia en el paisatge i la pintura a l'aire lliure. El pare no admet la decisió del seu fill, però gràcies a la persuasió de la tia Marie-Jeanne, ho accepta no gaire convençut.
Perquè la seva formació a París no signifiqui un pes per a l'economia familiar, sol·licita en dues ocasions una beca a l'ajuntament de Le Havre, però Monet empra els seus estalvis per a anar a la capital, malgrat la negativa paterna. A principis d'abril del 1859, arriba a París, on visita Constant Troyon, que li aconsella que aprengui lliçons de dibuix i que vagi a copiar al Louvre. També li va recomanar acudir al taller de Thomas Couture, però el jove artista va eludir l'ensenyament acadèmic i va acudir a l'Acadèmia Suisse, taller propietat de l'alumne de David, Charles Suisse, qui oferia als seus alumnes absoluta llibertat per a treballar davant de models vius.
Aquí coneixeria Camille Pissarro, i ambdós entaularen una estreta amistat. Durant aquesta estada, comença a prendre contacte amb els realistes en la "Brasserie des Martyrs", on Monet acudeix a fer caricatures per guanyar-se la vida. S'interessarà per Courbet, a qui poc després coneixerà, sense renunciar als ensenyaments de Delacroix o Daubigny.
El 1861, li toca fer el servei militar a Algèria, a la legió africana, durant un període de set anys. La seva delicada salut -va emmalaltir de tifus al començament de 1862- va motivar la seva tornada a Le Havre per un període de sis mesos. En aquesta temporada, va continuar treballant amb Boudin i va conèixer Jongkind. La seva tia Marie-Jeanne va exonerar el jove del servei militar en pagar 3.000 francs, però li va posar com a condició continuar els seus estudis pictòrics a París. A la tardor del 1862, Monet tornava a París, i acudí al taller d'Auguste Toulmouche per indicació de la família.
Aquest li va aconsellar que anés a l'estudi de Charles Gleyre, on va romandre fins a 1864, quan el mestre va tancar el seu taller per una malaltia ocular. Aquí va conèixer Monet tres companys amb què va entaular estreta amistat: Auguste Renoir, Alfred Sisley i Frédéric Bazille, i intimà especialment amb aquest últim. Junt amb els seus companys d'estudis, es dedicarà a la pintura a l'aire lliure a Chailly, al bosc de Fontainebleau. Després d'una estada a Normandia junt amb Bazille, a l'estiu de 1864, visita la seva família a Saint-Adresse, i es veu desproveït de la manutenció.
L'èxit obtingut per Édouard Manet al Saló dels Rebutjats amb el seu Desdejuni a l'herba motiva el jove Monet a crear una obra amb temàtica semblant, però a l'aire lliure. No va arribar a concloure aquesta empresa, però va treballar en diversos estudis on apareix Camille Doncieux, una jove de 19 anys amb qui comença a mantenir relacions.
Envia les seves primeres obres al Saló oficial, pintades a l'aire lliure, i són rebudes amb simpatia per la crítica. Tanmateix, la seva pròxima experiència al Saló serà negativa. El 1867, envia Dones al jardí, que serà rebutjat i criticat negativament per Manet. A aquesta decepció, Monet ha d'afegir l'embaràs de Camille, per la qual cosa es trasllada a Saint-Adresse per comunicar-ho a la seva família, que rep la notícia amb disgust -malgrat que el pare del pintor tenia un fill d'una relació amb la seva criada-. Durant aquest estiu, Camille tindrà el seu primer fill, Jean, el 8 d'agost de 1867. Els problemes econòmics seran una constant durant bona part de la vida de Monet; el 1868, intenta suïcidar-se sense èxit per aquesta raó, però a l'estiu les coses semblen anar millor i es trasllada a la costa normanda amb Camille i Jean, i pren part en una exposició a Le Havre.

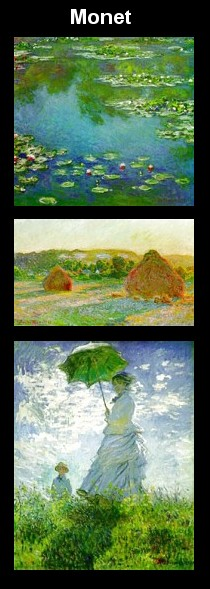
Algunes obres de Monet.

A l'any següent, la penúria econòmica va continuar i durant l'estada a Bougival no tenia diners per a calefacció, llum o aliments per al bebè. Renoir, que vivia als voltants, els ajudava com podia. Curiosament, aquesta època de penúria serà en la qual ambdós artistes treballen amb major placidesa, fent una pinzellada impressionista que descompon l'objecte en taques i traços de color. El 28 de març de 1870, es casen Camille Doncieux i Claude Monet, comptant amb la presència de Gustave Courbet com a testimoni.
Per a evitar ser cridat a files davant de la imminent guerra que s'acosta, es trasllada a Trouville, des d'on van partir a Anglaterra en esclatar la guerra francoprussiana. A Londres, amb prou feines s'hi va estar sis mesos, i s'interessà més per visitar els museus (on va poder contemplar les obres de Turner i John Constable) que per pintar. Durant la seva estada londinenca, passarà a formar part dels artistes protegits del galerista Paul Durand-Ruel. El 17 de gener del 1871, mor el pare del pintor i al maig la Comuna francesa és sufocada de manera sagnant. Monet decideix traslladar-se als Països Baixos i instal·lar-se a Zaandam, prop d'Amsterdam, on la seva situació econòmica és favorable gràcies a l'herència paterna rebuda i a les lliçons de francès impartides per Camille. S'interessarà per la pintura paisatgística del barroc encapçalada per Jacob Van Ruysdael i Maindert Hobbema, per la qual també s'havia interessat l'escola de Barbizon. Adquirirà alguns gravats japonesos durant una visita a Amsterdam.
A la tardor de 1871, els Monet lloguen una casa a Argenteuil, on passarà una de les temporades més felices de la seva vida. Comprarà un bot per convertir-lo en taller flotant i pintar nombroses vistes del Sena, en què s'interessa per representar els efectes de la llum i el color en els paisatges. Durant una de les seves estades a Le Havre, pinta Impressió, sol naixent, que es converteix en el manifest del nou moviment que està per sorgir. I és que els artistes independents que volen exposar fora de la influència del Saló fa prou de temps que intenten organitzar una exposició on presentar els seus treballs.
A 27 de desembre de 1873, es funda la Société Anonyme Cooperative d'Artistres Paintres, Sculpteurs, Graveurs, que té Monet com a líder indiscutible. El 15 d'abril de 1874, inauguraven la primera mostra a les sales del fotògraf Nadar, i hi participen, entre d'altres, Boudin, Cèzanne, Renoir, Monet, Sisley, Gautier, Pissarro, Bracquemond i Berthe Morisot. El grup rebrà, de manera irònica i despectiva, el nom d'impressionistes a causa del títol de l'obra de Monet, i fou el crític Louis Leroy el responsable d'aquesta denominació. Els impressionistes organitzarien set exposicions, en cinc de les quals participarà Monet.
La situació econòmica dels Monet torna a ser preocupant, ja que Durand-Ruel té dificultats financeres i no pot comprar quadres. A la tardor del 1876, fa amistat amb el magnat Ernest Hoschedé i la seva esposa Alice, i és invitat a passar una temporada al palau de Montgeron. Durant l'hivern, Monet torna a París per treballar en la sèrie de l'estació de Saint-Lazare, on l'atmosfera es convertirà en la principal protagonista. El 1878, els Monet abandonen Argenteuil per passar una temporada a París, on naixerà el seu segon fill, Michel, el 17 de març. Al setembre, es traslladen a Vétheuil junt amb la família Hoschedé, i viuen junts a pesar de la difícil posició econòmica d'ambdues famílies. En aquests moments, es comença a forjar una intensa relació entre Claude i Alice.
L'estat de salut de Camille empitjora per moments i el 5 de setembre del 1879 mor després d'una llarga convalescència. Monet intenta evadir-se del dur cop pintant, malgrat el llarg i fred hivern en què fa els seus famosos desglaços. Gradualment, va abandonant la pintura de figures per dedicar-se al paisatge pur i als estudis de llum i atmosfera, i s'interessa per captar la llum a diferents hores del dia en un punt determinat.
Les primeres diferències en el si del grup impressionista apareixen el 1880, ja que Monet, Renoir i Sisley s'enfronten a Degas. Monet envia els seus quadres al Saló i no participa en la cinquena exposició del grup. Charpentier organitza una exposició individual amb 18 treballs de Monet, i aconsegueix un sensacional èxit de públic, crítica i vendes, la qual cosa permet millorar la seva situació econòmica. A la tardor, es trasllada a la costa normanda on tornarà a l'any següent, ara en companyia d'Alice i els nens. Els deutes i la incòmoda situació familiar, que no era admesa pels veïns, seran les raons de la marxa de Vétheuil. Entre 1881 i 1883, viurà en diverses localitats de la costa normanda, i s'interessa pels penya-segats i les escenes marines.

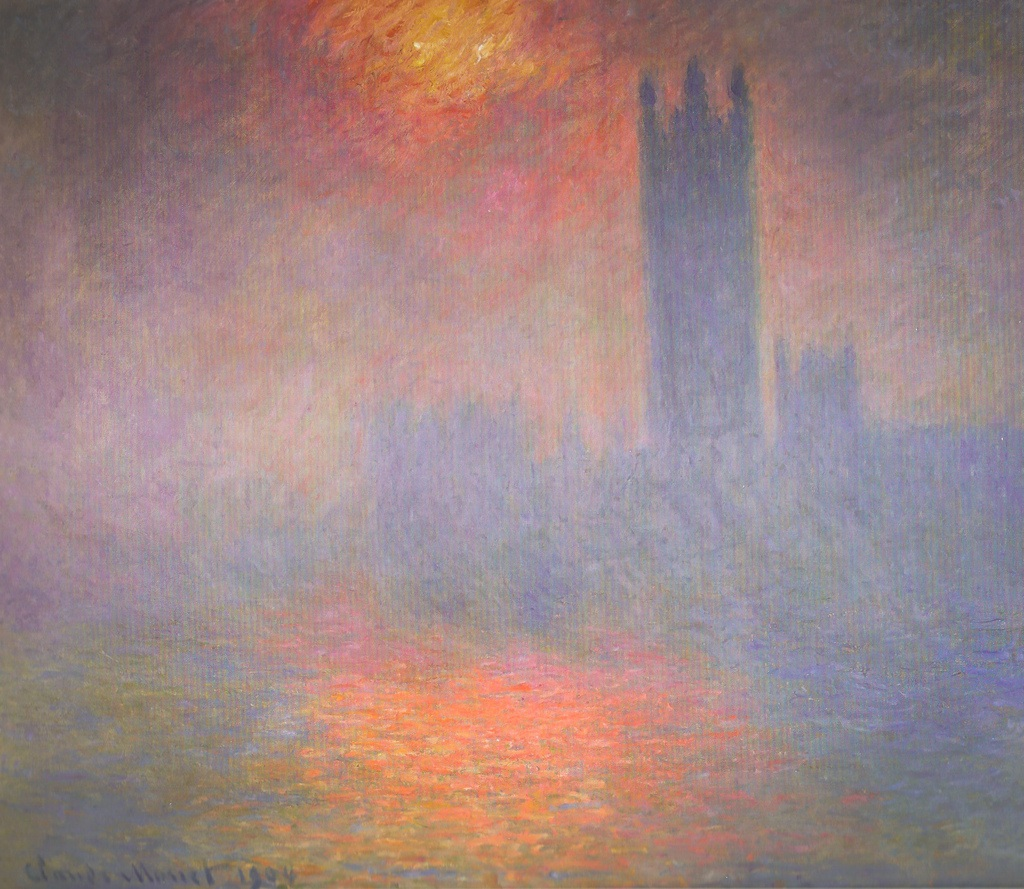
Le Parlement de Londres au soleil couchant (El Parlament de Londres al sol de ponent).

Al març del 1883, Durand-Ruel organitza una exposició retrospectiva en la qual es presenten 56 obres que són ben acollides per la crítica, però que es venen amb dificultat. A canvi, rebrà de Durand-Ruel l'encàrrec de la decoració de les portes del seu apartament de París. L'abril del 1883, Monet es veu obligat a abandonar el seu domicili a Poissy a causa de les dificultats financeres. Es traslladarà amb la seva família a Giverny, un poblet de 276 habitants entre París i Rouen, i inicia una nova fase en què posarà en marxa les obres mestres amb les quals ha obtingut la fama que li correspon. Va llogar una casa de color rosa amb finestres blaves i va instal·lar el taller al graner de la zona oest. Una gran horta i un jardí eren els llocs favorits de l'artista i allí s'inspirarà per a l'execució d'un bon nombre de treballs. A l'estiu, havia acabat de fer les reformes necessàries. A la recerca de nous motius d'inspiració, va emprendre al desembre de 1883 un viatge al sud, i arribà fins a Marsella i Bordighera, en companyia de Renoir. A la seva tornada a Giverny, ambdós van visitar Cèzanne a l'Estaque, però Monet va tornar a la costa italiana a l'any següent, en solitari, ja que va sentir una especial atracció cap als coloristes paisatges de l'entorn de Bordighera.
En els seus treballs podem trobar certa anticipació a les obres de Van Gogh. A la seva arribada a França, va oferir uns 50 quadres a Durand-Ruel que, en aquells moments, travessava problemes financers, per la qual cosa el pintor va haver d'acudir a altres marxants, com Petit i Adolphe Portier. La situació financera de Monet va millorar prou, si hem de creure Gauguin, qui deia a la seva dona que Monet guanyava uns 100.000 francs anuals. L'estiu de 1884, el va passar a la costa normanda amb la seva família, i tornà a Etrerat a la tardor per crear una sèrie de marines de clara tendència expressionista. A aquesta costa tornarà en més d'una ocasió, interessat per la força del mar i els impressionants penya-segats de la regió.
La fama de Monet va pujant igual que la seva cotització. El 1886, serà l'última exposició impressionista (la vuitena) en què Monet no va participar, i va presentar deu quadres en la mostra d'"Els Vingt" a Brussel·les. Gradualment, va prenent part en més mostres (exposicions Internacionals, individuals, col·lectives), que augmenten tant la seva fama com la seva fortuna. Serà Theo van Gogh qui aconsegueix, a l'octubre de 1889, el preu rècord d'una obra de Monet en obtenir-ne més de 10.000 francs.
El seu esperit viatger el porta a tornar a Holanda, on va conèixer Haarlem i la Haia, i a Londres, entre 1886 i 1888. Precisament aquell estiu, iniciarà una de les seves sèries més importants: els pallers, sèrie en què es mantindrà ocupat fins al 1890, fent bona part del treball al taller. Els guanys obtinguts li permeten comprar la casa i el terreny en què vivia a Giverny, i s'interesa especialment a cuidar del jardí. Anys més tard, comprarà un terreny més gran, amb un rierol i un estany que anirà transformant en un jardí aquàtic infestat de nenúfars, i hi alçarà un pont d'estil japonès. Les plantes i el pont es convertiran en important motiu d'inspiració durant els seus últims anys, i n'iniciarà les sèries el 1899 per continuar-les fins a la seva mort.
La mort d'Ernest Hoschedé, al març de 1891, posarà fi a l'ambigua relació existent entre Alice i Monet. El 16 de juliol de l'any següent contrauran matrimoni. Precisament, al febrer de 1892, havia iniciat la famosa sèrie de la catedral de Rouen, en què estarà embrancat fins al 1894. Llogarà una casa enfront del temple gòtic, des de la finestra de la qual pintarà els diferents efectes de llum sobre la seva portada i les seves torres. Els següents anys, els passarà recorrent les costes normandes i bretones per continuar pintant les platges i penya-segats; viatjarà a Noruega a visitar el seu fillastre o a Venècia, on s'entusiasmarà amb les postes de sol i els edificis; tornarà a Londres per produir interessants sèries sobre el Parlament o els ponts de Charing Cross i Waterloo.
Bona part dels treballs d'aquestes dates estan acabats al taller, quelcom al qual sempre s'havia resistit, retocant-los i fins i tot destruint alguns d'aquests. A Causa d'un accident, a l'estiu de 1900, perd temporalment la visió d'un ull. Nous problemes oculars apareixeran vuit anys més tard quan se li diagnostiquen els primers símptomes de cataractes.
El 1909, Alice pateix una malaltia crònica i mor dos anys després, el 19 de maig de 1911. La pèrdua de l'esposa suposarà per a l'artista l'inici d'una etapa de soledat i dolor, i buscarà refugi en la pintura, seguint ara els records emmagatzemats en la memòria. En la major part de les exposicions importants, està present Monet i fins i tot l'estat compra alguns quadres per exposar-los al Palais de Luxembourg.
La culminació de l'èxit vindrà amb el suggeriment, per part d'un grup encapçalat per Clemenceau, de l'execució d'una sèrie de pintures amb nenúfars per regalar-la a l'estat. Des del 1914 fins al final de la seva vida, es dedicarà a treballar en aquestes obres que seran emplaçades al Museu de l'Orangerie, al Jardí de les Teuleries, annex del Louvre, el 1927, i s'ordenaran en cercle, de manera que l'espectador té la impressió d'estar al mig del jardí aquàtic. Aquest espai rep el nom de la Capella Sixtina de l'impressionisme.
La vista de Monet empitjora des de 1919. Té por d'operar-se, ja que podria quedar-se cec. Quatre anys més tard, serà operat de dues cataractes i la seva vista es redueix considerablement, però continua pintant la sèrie dels nenúfars, aïllat gairebé per complet. La seva salut es va apagant igual que la seva vista i el 5 de desembre del 1926 mor a la seva casa de Giverny, i és enterrat dos dies més tard sense discursos ni pompes, ja que l'artista sempre va voler guardar la seva intimitat.
Sempre havia rebutjat la Legió d'Honor i l'ingrés en l'Institut de France, la més alta institució francesa d'art i ciència.

## Obra

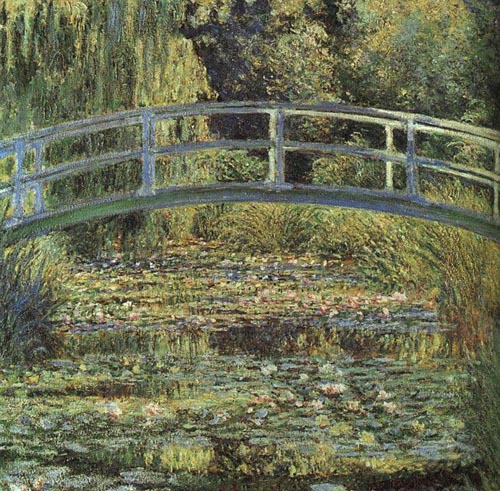
Bassin aux Nymphéas, 1899 (Lliris d'aigua).

Cap pintor del grup és tan purament impressionista com Claude Monet. En la seva obra, el factor dominant és un clar esforç per a incorporar el nou mode de visió, sobretot el caràcter de la llum, mentre que la composició de grans masses i superfícies serveix únicament per a establir-hi certa coherència. Per la seva banda, Renoir és el pintor que ens convenç que l'estètica de l'impressionisme va ser, sobretot, hedonista. El plaer sembla la qualitat més evident de la seva obra, el plaer immediat i ardent que produeix en ell la pintura. Mai es va deixar aclaparar per problemes d'estil i va arribar a dir que l'objecte d'un quadre consisteix simplement a decorar una paret i que, per això, era important que els colors foren agradables per si mateixos.
Una altra característica dels impressionistes, i Monet era qui amb més èmfasi la practicava, era la tècnica de la pintura a plein-air, que és pintar a l'aire lliure, plenairisme, que comença a practicar juntament amb el paisatgista Eugène Boudin. I és que va ser arran de la seva relació que Monet va adaptar la seva retina a captar allò que tenia al seu davant i així plasmar-ho al llenç. És per això que els seus quadres sempre els començava fent dibuixos a l'oli in situ; posteriorment, hi feia els retocs i sempre els acabava a l'estudi, normalment coincidint en el moment en què la llum desapareixia. I és que la llum (com bé s'ha esmentat anteriorment) era molt important en totes les seves obres, com la inseria sobre els objectes, la seva variació, les vibracions.
Un altre element que també trobem en la seva obra, sobretot cap a l'etapa final, és l'aigua i el raig de llum a sobre. Es pot veure aquest interès en la casa que va comprar el 1890 a Giverny, on ja vivia uns quants anys, i on va crear el seu famós jardí amb el pont japonès i els nenúfars; del qual va pintar nombroses teles de la famosa sèrie Els nenúfars, on volia representar els canvis de llum a diferents hores del dia, així com el reflex del cel i la llum a l'aigua.

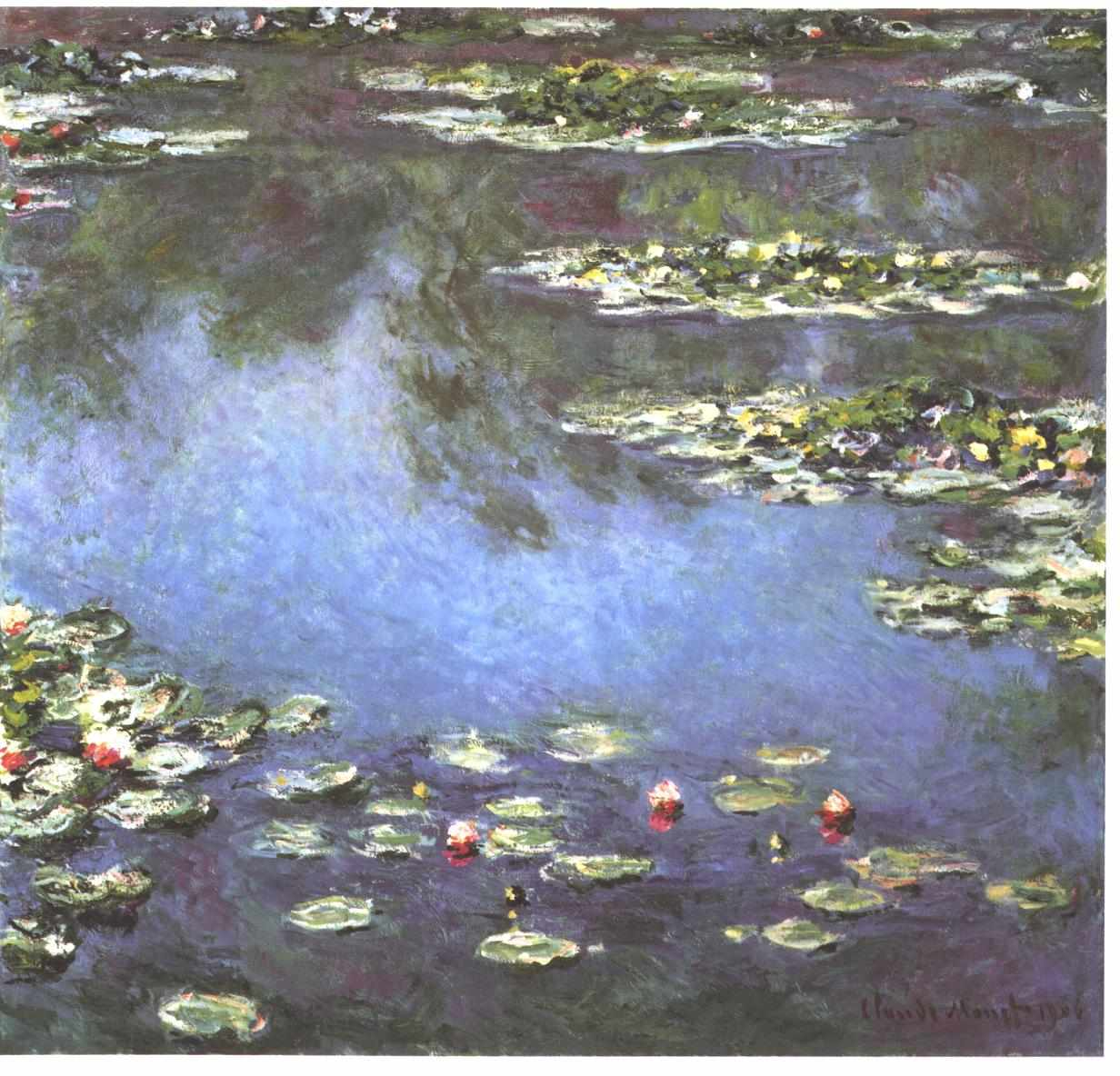
Nenúfars) (1906)

Tant en l'obra de Monet com en molts altres pintors impressionistes, les influències que reben són d'etapes anteriors a la història de la pintura, com la pintura veneciana del segle xvi, la pintura holandesa del segle xvii i la francesa de la primera meitat del segle xix, entre d'altres.
A Catalunya, la seva pintura és present al Museu de Montserrat.

### Algunes obres
- El camí de la granja Saint Simeón, 1864.
- Carretera camí d'Honfleur, 1865.
- La punta de La Hève amb marea baixa, 1865.
- Dona del vestit verd, 1866.
- Jardí florit, 1866.
- L'església de Saint-Germain-l'Auxerrois, 1867.
- Le Quai du Louvre, 1867.
- Terrassa a Sainte-Andresse, 1867.
- Les regates a Sainte-Andresse, 1867.
- La platja de Sainte-Andresse, 1867.
- Bany a la Grenouillère, 1869.
- La garsa, 1869.
- La platja de Trouville, 1870.
- Meditació, Madame Monet al canapè, 1871.
- El Tàmesi i el Parlament, 1871.
- Impressió, sol naixent, 1872.
- Liles en un dia gris, 1872.
- La dàrsena d'Argenteuil, 1872.
- Vista de la plana de Sannois a Argenteuil, 1872.
- Camp de roselles a Argenteuil, 1873.
- El jardí de Monet a Argenteuil, 1873.
- La casa de l'artista a Argenteuil, 1873.
- Boulevard des Capucines a París, 1873.
- El dinar, 1873.
- El bot-taller, 1874.
- El pont de la carretera, Argenteuil, 1874.
- El pont d'Argenteuil, 1874.
- Regates a Argenteuil, 1875.
- El tren a la neu, la locomotora, 1875.
- El passeig, 1875.
- Jean Monet a casa de l'artista, 1875.
- Argenteuil, 1875, oli sobre tela de 56 x 67 cm, dipositat al Museu de l'Orangerie de París.[13]
- La japonesa, 1876.
- L'estació de Saint-Lazare, 1877.
- Els crisantems, 1878.
- La Rue Saint-Denis, festa del 30 de juny, 1878.
- La gelada, 1880.
- Gerro amb gira-sols, 1880.
- El desgel a prop de Vétheuil, 1880.
- Vétheuil a l'estiu, 1880.
- Dona asseguda sota els salzes, 1880.
- El jardí de l'artista a Vétheuil, 1881.
- Camp de blat, 1881.
- Fécamp, a la vora del mar, 1881.
- Mar agitada, 1881.
- A la costa de Trouville, 1881.
- Penya-segat de Dieppe, 1882.
- El passeig sobre les roques de Pourville, 1882.
- Les roques de Pourville amb marea baixa, 1882.
- La Manneporte, 1883.
- Bordighera, 1884.
- La Manneporte prop d'Étretat, 1886.
- Autorretrat amb boina, 1886.
- La primavera, 1886.
- La costa salvatge, 1886.
- La barca, 1887.
- Sota els pollancres, efecte del sol, 1887.
- La vall de Creuse amb sol, 1889.
- Afluent del Sena prop de Giverny, 1897.
- El Parlament de Londres, escletxa de sol dins la boira, 1899-1901.
- El Pont de Waterloo, efecte de boira, 1899-1901.
- Crepuscle a Venècia, 1908.
- L'estanc de nenúfars (sèries).
- Els arcs florits, Giverny, 1913.
- Lliris, 1914-17.
- Sèries de L'estació de Saint-Lazare.
- Sèries de la Catedral de Rouen.
- Sèries dels Pallers (Monet).
- Sèries dels pollancres.
- Sèries dels nenúfars.